# MSC Poesia
O MSC Poesia é um navio de cruzeiro operado pela MSC Crociere. Ele foi construído pelos estaleiros da STX Europe em Saint-Nazaire, na França. Ele é navio irmão do MSC Musica, MSC Orchestra e MSC Magnifica.
O MSC Poesia foi o navio-almirante da empresa até ser deslocado pelo MSC Fantasia, que entrou em serviço em dezembro de 2008. Em 2008 e 2009, o MSC Poesia realizou uma série de cruzeiros de 7 noites de Veneza para outros destinos na Itália, Grécia e Turquia. Desde 2010, o navio navega pela Europa Setentrional durante a temporada de verão.

## História
O MSC Poesia foi o primeiro navio na frota da MSC Crociere a ser batizado fora da Itália. Seu batismo ocorreu em 7 de Abril de 2008 em Dover, na Inglaterra. A madrinha foi a diva italiana Sophia Loren que também batizou todos os outros navios da frota da companhia italiana. De sua inauguração até 2010 operou no Mediterrâneo, partindo principalmente de Veneza para roteiros pelo Adriático. Após 2010, passou a navegar no Norte da Europa e nos EUA e Caribe. Em outubro de 2012, a MSC anunciou a vinda do Poesia ao Brasil em sua temporada de verão sul-americana 2013/2014. Sua temporada inaugural na região teve, porém, embarques apenas na Argentina, mais especificamente no porto de Buenos Aires. Na temporada 2014/2015, o passará a realizar embarques em Santos, para roteiros de sete noites com destino aos países do Rio da Prata: Uruguai e Argentina.
No início de 2012, pouco antes da tragédia com o Costa Concordia na Itália, o Poesia foi protagonista de outro incidente envolvendo um navio de cruzeiro. Enquanto realizava um cruzeiro pelo Caribe encalhou nos arredores de Port Lucaya nas Bahamas. Sem maiores consequências, o incidente foi contornado com a ajuda de rebocadores, que puxaram o navio de volta para a água.

## Características
O MSC Poesia é parte da classe Musica. Os navios dessa classe possuem capacidade para 3.013 passageiros em ocupação máxima. Em ocupação dupla, acomoda 2.550 passageiros. Segundo a MSC, o navio possui 16 bares e 5 restaurantes. Em suas quase 100,000 toneladas, possui também um teatro com 1,2540 poltronas, um casino, pista de jogging, quadra de tênis, spa, e diversas outras atrações.

## Colisão com o Costa Classica
No dia 6 de junho de 2008, o MSC Poesia e o Costa Classica colidiram-se no Mar Adriático, perto de Dubrovnik. Ninguém ficou ferido e os danos foram mínimos. A causa de tudo é que o MSC Poesia soltou a ancora e acabou batendo no Costa Classica. Ambos navios continuaram seu itinerário previsto, sem atrasos.